# Hanamikoji
Hanamikoji ist ein Kartenspiel des japanischen Spieleautors Kota Nakayama für zwei Personen. Das Spiel erschien 2013 im Japan bei dem Verlag Takamagahara und wurde 2016 auf Englisch bei Quick Simple Fun Games sowie zeitgleich als multilinguale Version bei EmperorS4 veröffentlicht. Im Herbst 2017 erschien es für den deutschsprachigen Raum bei Kosmos Spiele als Lizenzausgabe von EmperorS4.

## Thema und Ausstattung
Bei dem Spiel handelt sich um einen Wettstreit zweier Restaurantbesitzer um die Gunst der sieben berühmtesten Geishas Japans, um diese für das eigene Restaurant zu gewinnen und so Gäste anzulocken. Die Mitspieler versuchen dabei, mit Hilfe von Geschenkkarten jeweils die Mehrheit der Gunst bei den ausliegenden Geishas zu bekommen.
Das Spielmaterial besteht neben der Spieleanleitung aus:
- 7 Geisha-Karten mit der Angabe der jeweiligen Gunstpunkte (2 bis 5),
- 21 Geschenkkarten mit der Angabe der jeweiligen Anzahl und Zuordnung zur jeweiligen Geisha (2 bis 5),
- 7 Gunstplättchen und
- 8 Aktionsmarkern.

## Spielweise
Zur Spielvorbereitung werden die sieben Geishas in der Tischmitte zwischen den beiden Spielern in einer aufsteigenden Reihe entsprechend ihrer Gunstpunkte ausgelegt. Auf jede der Karten wird ein Gunstplättchen gelegt. Die Geschenkkarten werden gemischt und neben die Geishas als verdeckter Stapel abgelegt. Danach bekommt jeder Spieler vier unterschiedliche Aktionsmarker in der jeweiligen Spielerfarbe und legt sie mit der aktiven, farbigen, Seite vor sich ab.
Das Spiel wird abhängig vom jeweiligen Rundenergebnis über eine oder mehrere Runden gespielt. Zu Beginn werden die 21 Geschenkkarten gemischt und eine Karte wird verdeckt entfernt. Jeder Spieler erhält sechs Karten auf die Hand, die restlichen acht Karten bilden den Nachziehstapel.
Ein Startspieler beginnt seine Aktion, indem er eine Geschenkkarte vom Nachziehstapel zieht. Danach wählt er einen aktiven Aktionsmarker und führt anschließend die gewählte Aktion durch. Dabei hat jeder Spieler vier Aktionsmarker, mit denen er die folgenden Aktionen durchführen kann:
- Geheimnis: Der Spieler darf eine Geschenkkarte aus seiner Hand verdeckt unter den Geheimnismarker legen, die erst bei der Wertung am Ende der Runde aufgedeckt und an die passende Geisha angelegt wird.
- Ablage: Der Spieler wählt zwei Geschenkkarten aus seiner Hand und legt sie verdeckt unter den Aktionsmarker. Diese Karten werden am Rundenende nicht gewertet.
- Angebot: Der Spieler wählt drei Geschenkkarten aus seiner Hand und legt sie offen vor sich ab. Der Gegenspieler wählt eine der Karten und legt sie auf seiner Seite passend bei einer Geisha an. Der Spieler selbst darf die anderen beiden Karten auf seiner Seite bei den passenden Geishas anlegen.
- Tausch: Der Spieler wählt vier Geschenkkarten aus seiner Hand und legt sie offen als zwei Paare vor sich an. Der Gegenspieler wählt von diesen ein Paar aus und legt sie auf seiner Seite passend bei einer Geisha ab. Der Spieler selbst darf das andere auf seiner Seite bei den passenden Geishas anlegen.

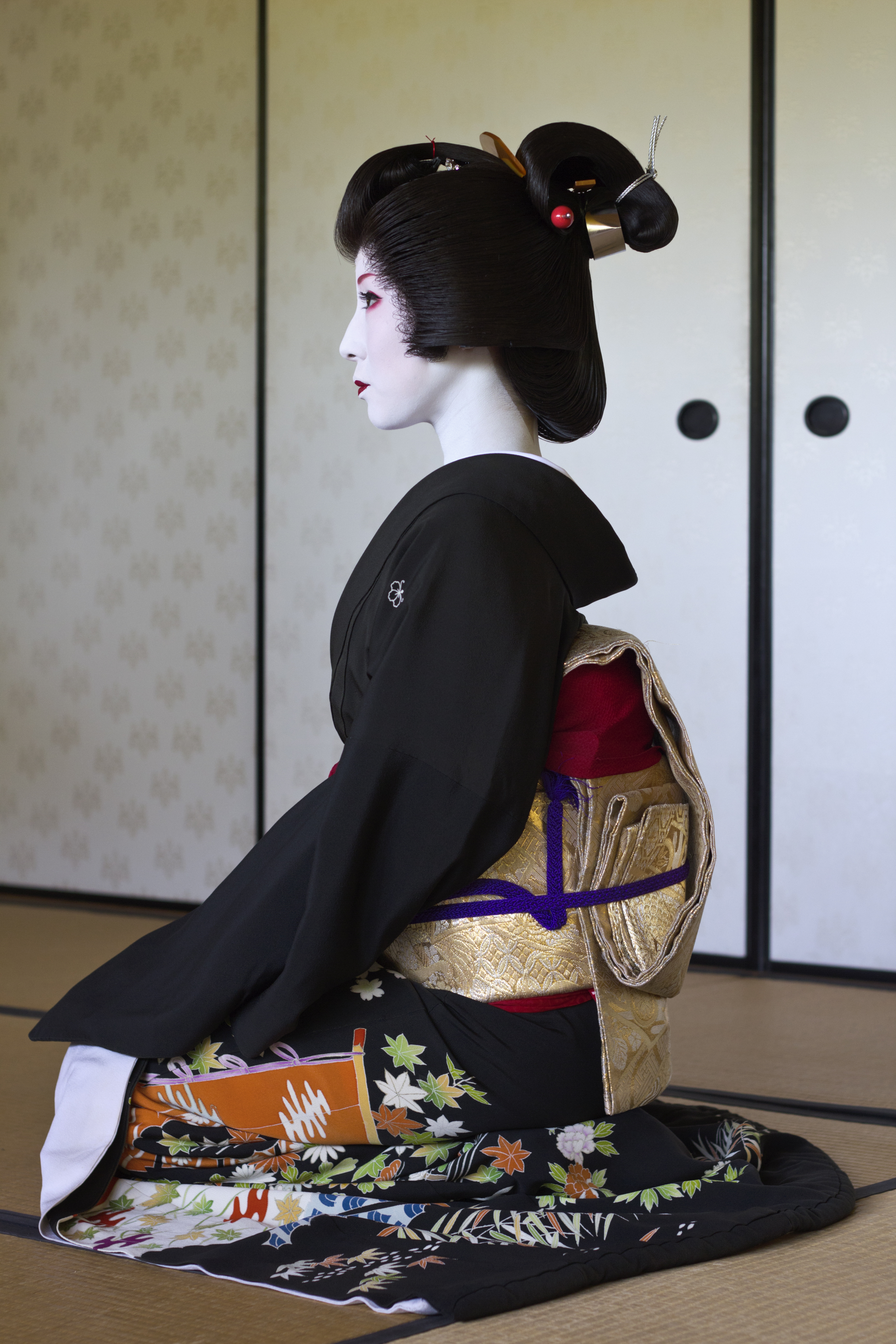
Geisha

Nachdem die Aktion durchgeführt wurde, wird der Aktionsmarker umgedreht und der andere Spieler ist an der Reihe. Wenn beide Spieler jeweils ihre vier Aktionen in beliebiger Reihenfolge durchgeführt haben, beginnt die Wertung. Dafür wird zuerst die jeweilige Karte unter dem Aktionsmarker „Geschenk“ aufgedeckt und auf der jeweiligen Spielerseite an die entsprechende Geisha angelegt. Danach wird für jede Geisha die Anzahl der Geschenke ausgezählt, beginnend mit der violetten Geisha („Ayane“). Jeweils derjenige, auf dessen Seite mehr Karten bzw. Geschenke liegen, gewinnt die Gunst der jeweiligen Geisha und der jeweilige Gunstmarker wird auf der Geisha-Karte in seine Richtung geschoben. Wird über mehrere Runden gespielt, bleibt der Gunstmarker in der Folgerunde bei einem Gleichstand unverändert bei einem der Spieler, wandert jedoch bei einer Mehrheit des anderen Spielers zu diesem.
Das Spiel endet sofort, wenn ein Spieler nach der Wertung eine der beiden folgenden Siegbedingungen erfüllt:
- Der Spieler besitzt die Gunst von vier (oder mehr) Geishas, oder
- der Spieler besitzt 11 (oder mehr) Gunstpunkte durch Geishas.

Wird nach einer Runde keine der beiden Siegbedingungen erfüllt, wird eine weitere Runde gespielt. Die Geschenkkarten werden erneut gemischt und verteilt und die Aktionsmarker werden wieder umgedreht. Gespielt wird, bis mindestens ein Spieler eine der Siegbedingungen erfüllt. Sollten beide Spieler je eine der Bedingungen erfüllen, gewinnt der Spieler mit der höheren Anzahl von Gunstpunkten. Wenn nach drei Runden noch kein Spieler eine der Siegbedingungen erfüllt, gewinnt ebenfalls der Spieler mit der höheren Anzahl von Gunstpunkten und bei einem Gleichstand endet das Spiel unentschieden.

## Entwicklung und Rezeption
Das Spiel Hanamikoji wurde von dem japanischen Spieleautor Kota Nakayama entwickelt und 2013 bei dem Verlag Takamagahara in Japan veröffentlicht. 2016 erschienen Ausgaben auf Englisch bei Quick Simple Fun Games sowie zeitgleich eine multilinguale Version in Englisch, Japanisch und Chinesisch bei EmperorS4. Im deutschsprachigen Raum erschien das Spiel bei Kosmos Spiele zu den Internationalen Spieltagen 2017 als Lizenzausgabe von EmperorS4, zugleich wurden bei verschiedenen Verlagen Versionen auf Ungarisch, Polnisch und Rumänisch veröffentlicht.

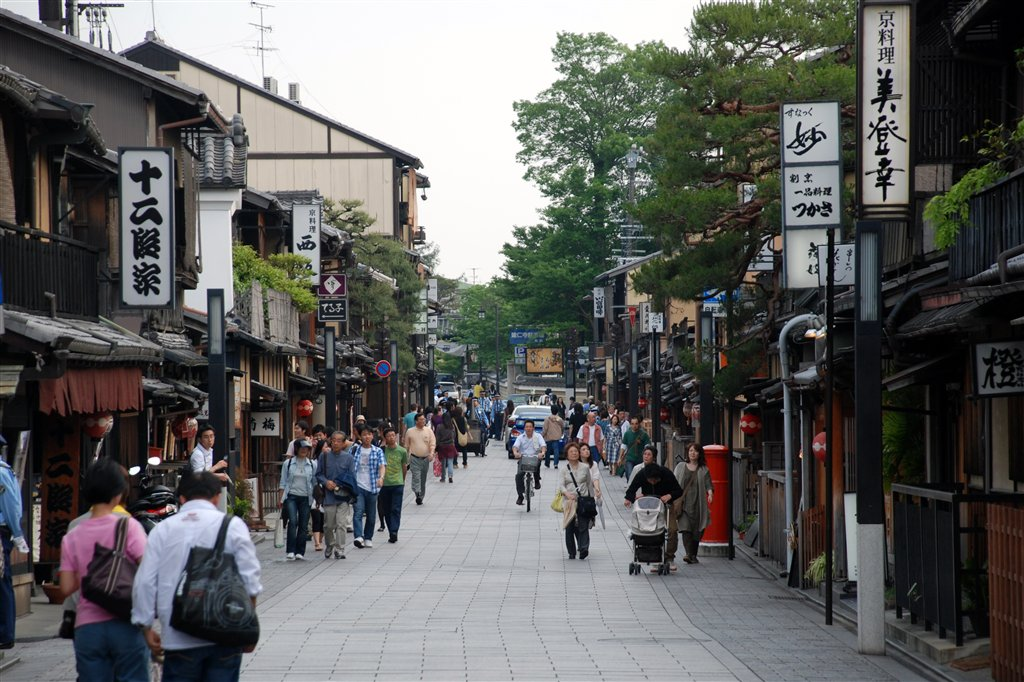
Die Hanami-kōji in Kyoto

Benannt wurde das Spiel nach der Straße Hanami-kōji in Kyoto, der Hauptstraße des Stadtteils Gion, die für ihre Teehäuser und als Zentrum der Geisha-Kultur bekannt ist.

## Belege
1. 1 2 3 4 5 6 7 8  Spieleanleitung Hanamikoji
2. ↑  Versionen von Hanamikoji in der Spieledatenbank BoardGameGeek (englisch); abgerufen am 19. Oktober 2017.